# Planula
Planaire
«  Planaire (larve) » redirige ici. Pour les autres significations, voir Planaire.

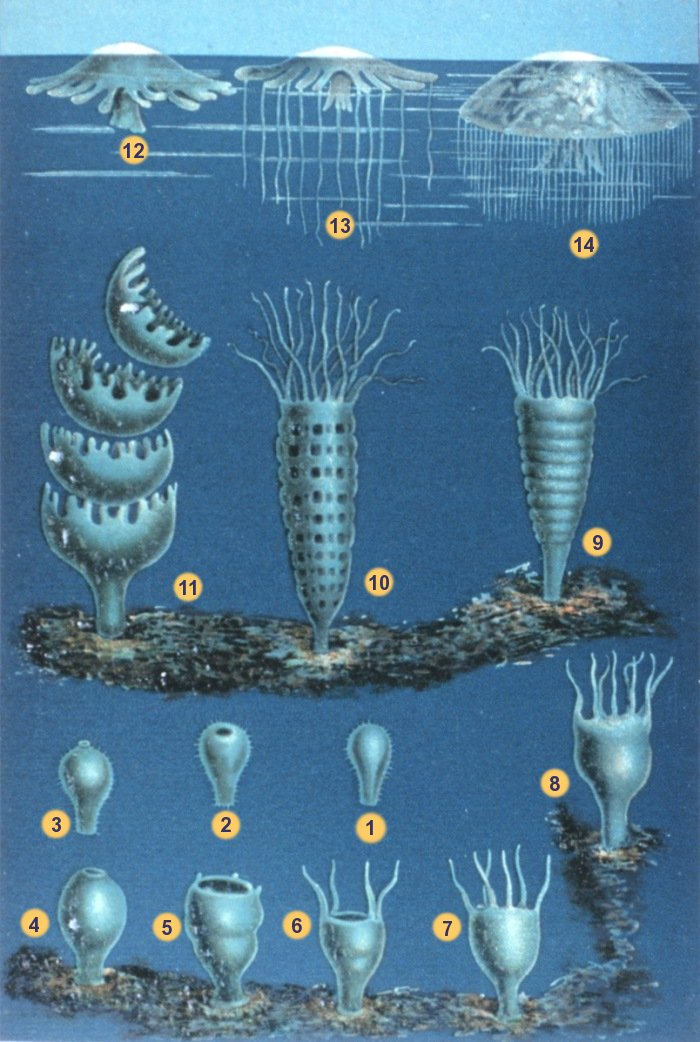
Cycle de vie d'un scyphozoaire de la larve planula à la forme méduse.

La planula, ou planaire, est la larve ciliée, aplatie, à symétrie radiale et nageant librement, qui résulte de la fécondation d'un gamète femelle par un gamète mâle chez diverses variétés de cnidaires Scyphozoa et Hydrozoa, mais aussi qui se génère directement à partir d'un polype chez les Anthozoa.
La locomotion de la planula est assurée par des cils microscopiques. Lorsqu'elle trouve un substrat plus ou moins spécifique selon les espèces, elle se fixe dessus et se métamorphose en un polype dit « primaire », à l'origine d'une colonie. Des cellules situées à l'extrémité antérieure (dans le sens de la nage) de la planula jouent un rôle sensoriel en détectant les caractéristiques du substrat, afin de sélectionner un site de fixation approprié. Ces cellules ont été étudiées chez deux espèces de coraux (Astroides calycularis et Pocillopora acuta) et une de méduses (Clytia hemisphaerica) : elles expriment spécifiquement des gènes impliqués dans l'absorption et le catabolisme de la taurine, et l'ajout de taurine dans l'eau de mer empêche la fixation des planulas de Clytia et d'Astroides,.